# Sora no Niwa
Sora no Niwa (そらの庭 - Giardino del Cielo) è il terzo album ufficiale di Akino Arai pubblicato nel 1997.

## Il disco
Pubblicato nel 1997 è il terzo album ufficiale di Akino Arai. Composto da 11 tracce che spaziano dal j-pop puro a melodie più tradizionali, fino a giungere a canzoni che si appoggiano soltanto sulla dolce voce della cantante e il pianoforte.
Si parte quindi con brani piuttosto veloci ed evocativi, che segnano la prima metà dell'album come Kotori no Su o l'allegra Koneko no Shinzou per passare a due ballate lente e struggenti dal titolo inglese Black Shell e Solitude. Per poi infine giungere alla chiusura dell'album con la breve Little Edie, canzone dai toni onirici in inglese.
La canzone Ningen no Kodomo è stata utilizzata anche nell'anime Outlaw Star.

## Tracce
1. "Reincarnation"
2. "小鳥の巣"
(Kotori no Su, Bird Nest, Nido d'uccello)
3. "空から吹く風"
(Sora Kara Fuku Kaze, The Gusting Wind from the Sky, Il vento che soffia dal cielo)
4. "仔猫の心臓"
(Koneko no Shinzou, The Kitten's Heart, Il cuore di un gattino)
5. "OMATSURI"
(Festival)
6. "アトムの光"
(ATOMU no Hikari, Atom of Light, Atomo di luce)
7. "Black Shell"
8. "Solitude"
9. "妖精の死"
(Yousei no Shi, The Faerie's Death, La morte della fata)
10. "人間の子供"
(Ningen no Kodomo, A Human Child, Il bambino di un uomano)
11. "Little Edie"